# Oule
Die Oule ist ein Fluss in Frankreich, der in den Regionen Auvergne-Rhône-Alpes und Provence-Alpes-Côte d’Azur verläuft.

## Verlauf
Die Oule entspringt an der Südflanke der Montagne de l’Aup, im Gemeindegebiet von Montmorin, entwässert zunächst in westlicher Richtung, dreht dann auf Süd und mündet nach insgesamt rund 33 Kilometern im Gemeindegebiet von Rémuzat als rechter Nebenfluss in die Eygues. Auf ihrem Weg durchquert die Oule die Départements Hautes-Alpes und Drôme.

## Orte am Fluss
(Reihenfolge in Fließrichtung)
- Montmorin
- Sainte-Marie
- La Charce
- La Motte-Chalancon
- Cornillon-sur-l’Oule
- Rémuzat